# Parapetalus longipennatus
Parapetalus longipennatus is een eenoogkreeftjessoort uit de familie van de Caligidae. De wetenschappelijke naam van de soort is voor het eerst geldig gepubliceerd in 1956 door Rangnekar.